# Консерваторія
Консервато́рія (італ. conservatorio від лат. conservo — охороняти, зберігати) — традиційна у багатьох країнах назва спеціальних музичних шкіл переважно середнього чи вищого рівня підготовки. В Італії XVI століття — заклад на кшталт інтернату, де діти-сироти навчалися ремесел та музики, а також майбутні співаки церковних хорів отримували відповідне навчання. У Венеції такі заклади мали назву «оспедале» (захисток) і діяли окремо для хлопчиків та дівчаток. В XX–XXI століттях частина консерваторій була перейменована у музичні академії.

## Походження терміна
Спочатку «консерваторіями» (від лат. conservare — зберігати) називали притулки для безпритульних в Італії. Такі притулки вперше з'явилися у Венеції в XVI столітті, в них дітям-сиротам давали початкову освіту. Поряд з ремеслами, там навчали співу: численним храмам потрібні церковні хористи. Поступово викладанню музики в цих установах почали відводити чільне місце, навчатися могли не тільки вихованці притулку, а й, за плату, сторонні охочі. Проводилися заняття зі співу й гри на різних інструментах. «Консерваторії», втративши свою колишню роль, по суті, перетворилися на музичні навчальні заклади базового рівня.

## Консерваторії як вищий навчальний заклад
Першу ж консерваторію як вищий навчальний заклад (на ті часи) відкрив Джованні ді Тапія в 1537 році в Неаполі. У Парижі в 1784 році відкрито Королівську школу співу та декламації, яку в 1793 року було реорганізовано в Національний музичний інститут, а з 1795 — в Консерваторію музики і декламації.

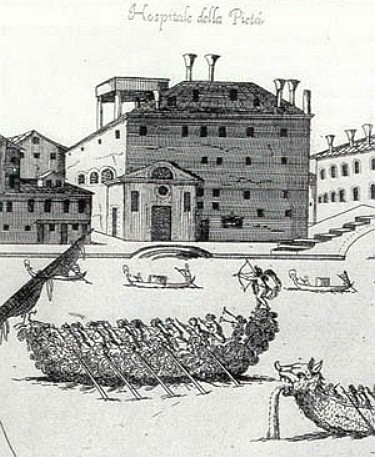
Ospedale della Pieta в Венеції

У XIX–XX століттях музичні спеціальні навчальні заклади було відкрито в багатьох великих містах: у Празі 1811, Варшаві та Відні 1821, Лондоні (1822), Мадриді (1830), Будапешті (1840), Ріо-де-Жанейро (1847), Бостоні (1853). Дрездені (1856), Санкт-Петербурзі (1862), Бухаресті та Люксембурзі (1864), Москві (1866), Копенгагені, Турині, Базелі, Антверпені (1867), Балтиморі, Чикаго (1868), Монреалі (1876), Боготі та Гельсінкі (1882), Амстердамі та Карлсруе (1884), Гавані (1885), Торонто (1886), Буенос-Айресі (1893), Белграді (1899), Ла Пасі (1908), Сан-Пауло (1909), Мельбурні, Сіднеї, Саратові (1912), Тбілісі (1917), Тегерані (1918), Ризі, Таллінні (1919), Баку, Софії (1921). Єревані (1923), Мінську (1932), в Ташкенті (1934).
Перша в Україні консерваторія Галицького музичного товариства була створена в 1853 у Львові (нині — Львівська національна музична академія імені Миколи Лисенка). Консерваторія в Києві (нині — Національна музична академія України імені П. І. Чайковського) — 1913 р., в Одесі — 1913 р., в Харкові (Інститут мистецтв ім. І.Котляревського) — 1917 р., в Донецьку (Донецька консерваторія ім. С. С. Прокоф'єва) — 1993, в Дніпрі — 2006 р.

## Перейменування консерваторій
З плином часу, ряд консерваторій були перейменовані в музичні академії. Зокрема перейменувань зазнали п'ять консерваторії України — Київська (1995), Львівська (2000), Одеська (2002), Донецька (2002) і Дніпропетровська (2016).
Процес перейменування консерваторій в музичні академії відбувався і в інших країнах. Так, у Польщі консерваторіями у довоєнний час називалися вищі музичні навчальні заклади в Кракові, в Катовіцах, Варшаві, а 1945 також у Лодзі. У повоєнний час вони іменувалися «вищими музичними школами», а з початку 1980-х років отримали назви музичних академій. Перейменування торкнулось також консерваторій у Баку (1991), у Вільнюсі (1992), Таллінні (1993), Ризі, Мінську (2000). Натомість зберігають свої традиційні назви дві найстаріші консерваторії — Паризька і Празька, а також консерваторії Росії (в тому числі Московська, Петербурзька) та ряду інших пост-радянських країнах.

## Консерваторії в Україні
Станом на 2016 рік усі 6 колишніх консерваторій України втратили свої колишні назви. 5 із них були перейменовані на «музичні академії» (у Львові, Одесі, Києві, Донецьку і Дніпропетровську), натомість Харківська консерваторія, яку було об'єднано з театральним інститутом ще у 1963 році, іменується як Університет мистецтв. Чотири з цих закладів (у Львові, Одесі, Києві і Харкові) перебувають у державній формі власності та мають IV рівень акредитації, одна (в Дніпрі) — в комунальній і має III рівень акредитації, і ще одна — в Донецьку, фактично контролюється структурами терористичної організації «ДНР».
Для вступу в музичну академію необхідно мати повну середню освіту і музичну підготовку в обсязі музичного училища або Середньої Спеціальної музичної школи (ССМШ) при консерваторії. Студенти проходять професійне навчання спеціальності (на виконавських факультетах це гра на конкретному музичному інструменті), загальний курс фортепіано, теорію та історію музики, є оркестрові і ансамблеві класи, хор. Крім лекцій та групових семінарів, професор дві години на тиждень індивідуально займається з кожним учнем за фахом, завдяки чому є поняття «клас такого-то педагога», відсутнє в технічних вузах. Серед педагогів чимало артистів зі світовими іменами (в технічних вузах аналогом є ситуація, коли видатний вчений викладає за сумісництвом). Кращі студенти стають лауреатами конкурсів ще до випуску.
Консерваторія готує концертних виконавців класичної музики, музикознавців, майбутніх музичних педагогів для училищ і ДМШ. Дає диплом державного зразка. При цьому підготовка виробників інструментів, фахівців з акустики, записуючої апаратури і т. П. В завдання консерваторії не входить.

## Галерея

Музичні ЗВО - колишні консерваторії України
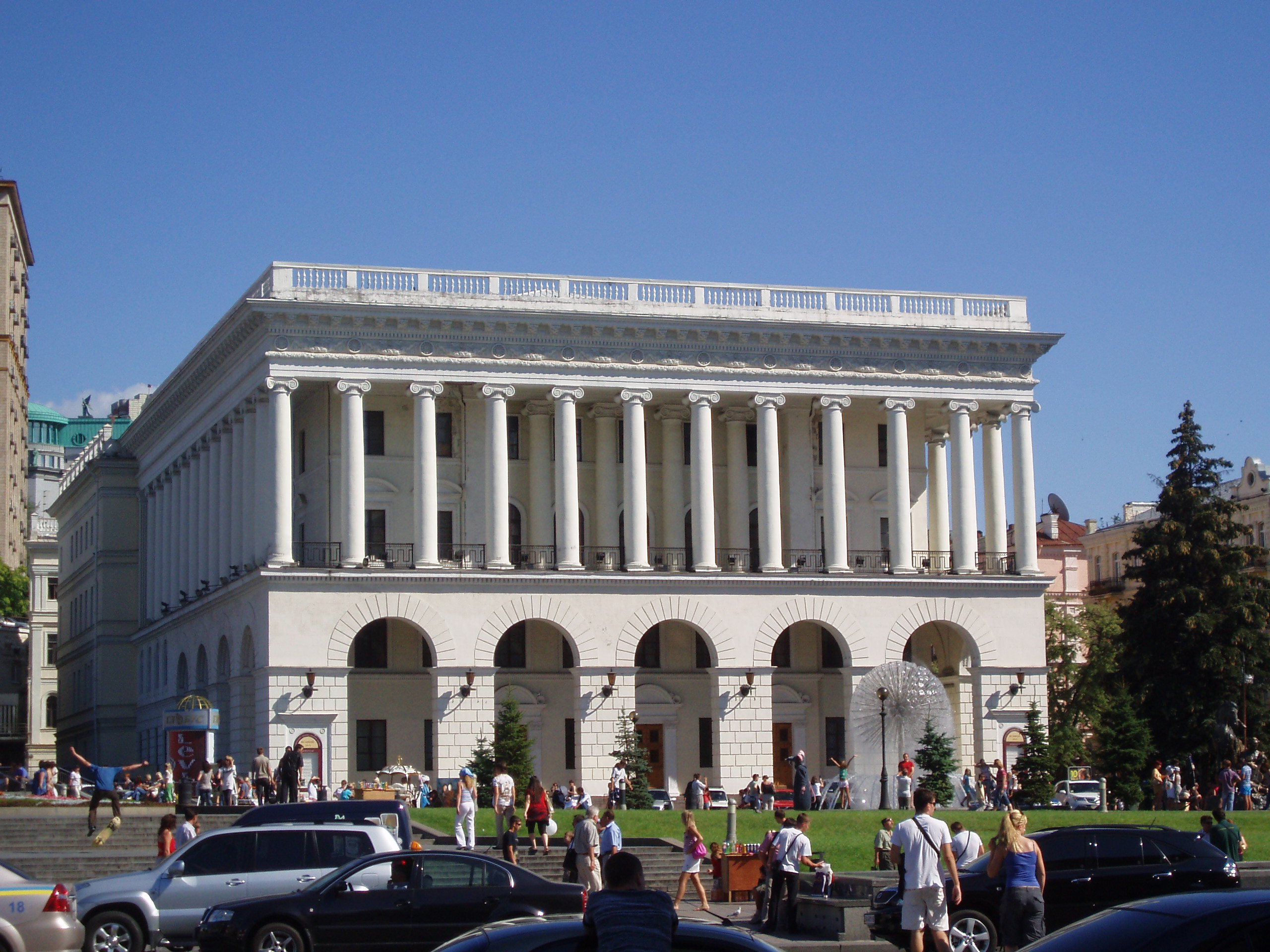
Національна музична академія України (м.Київ)
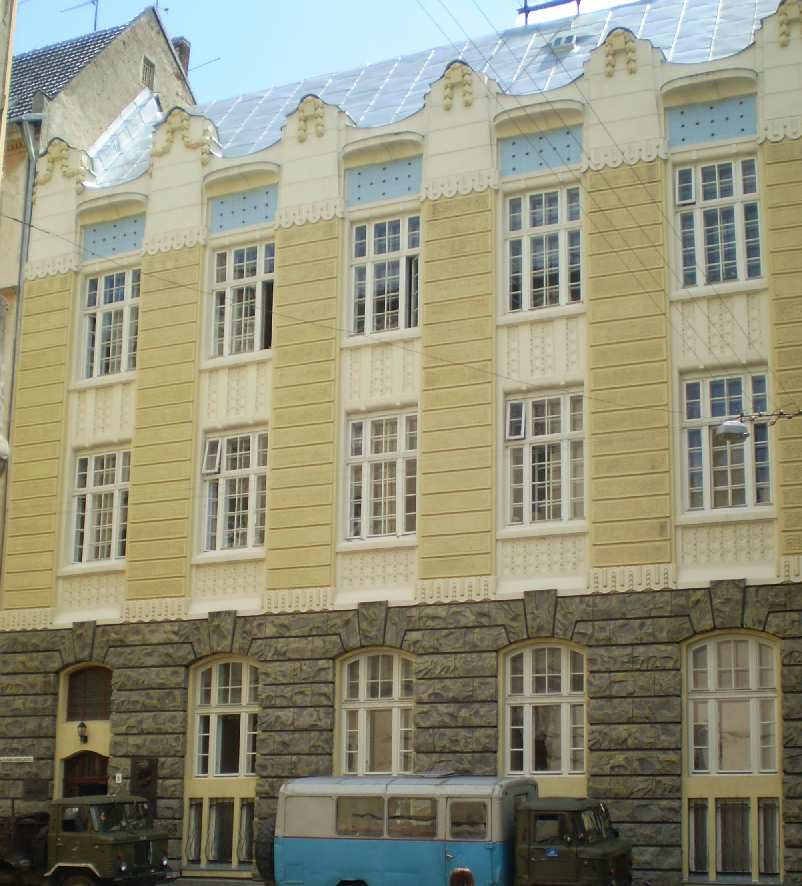
Львівська державна музична академія
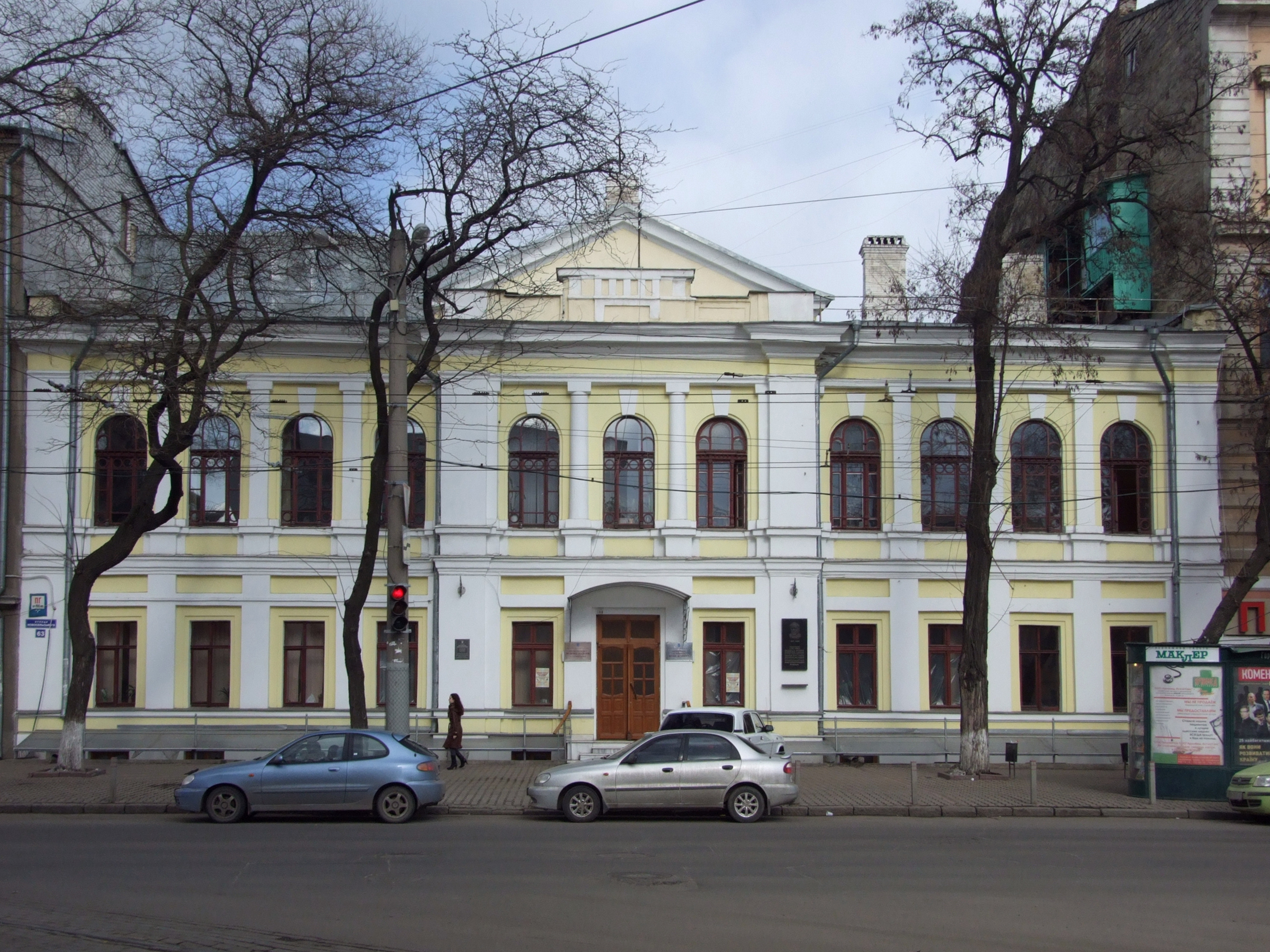
Одеська національна музична академія
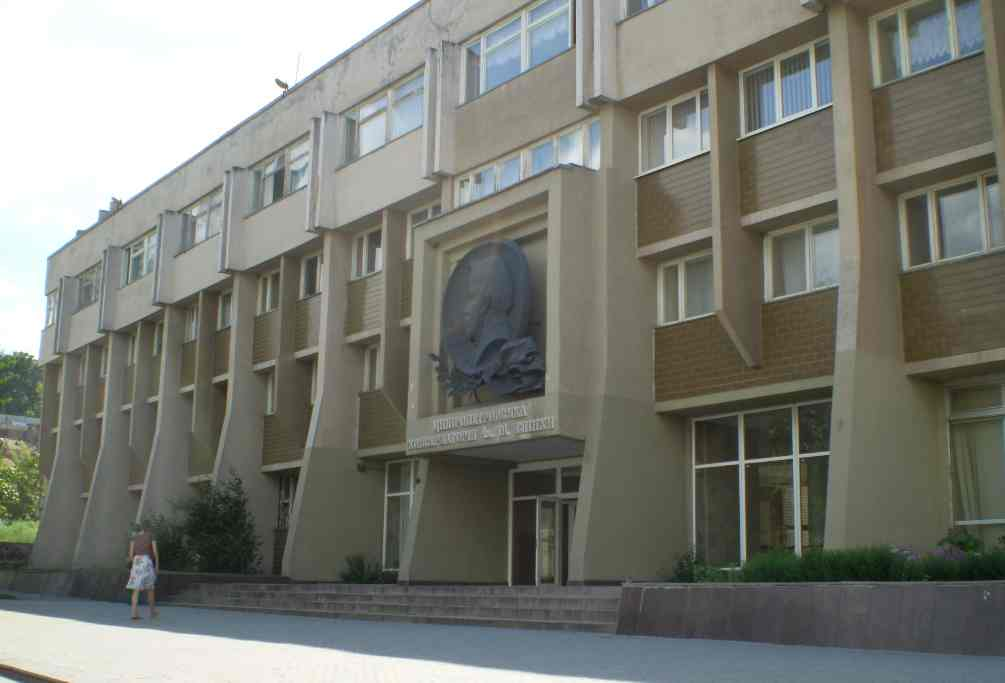
Дніпропетровська академія музики
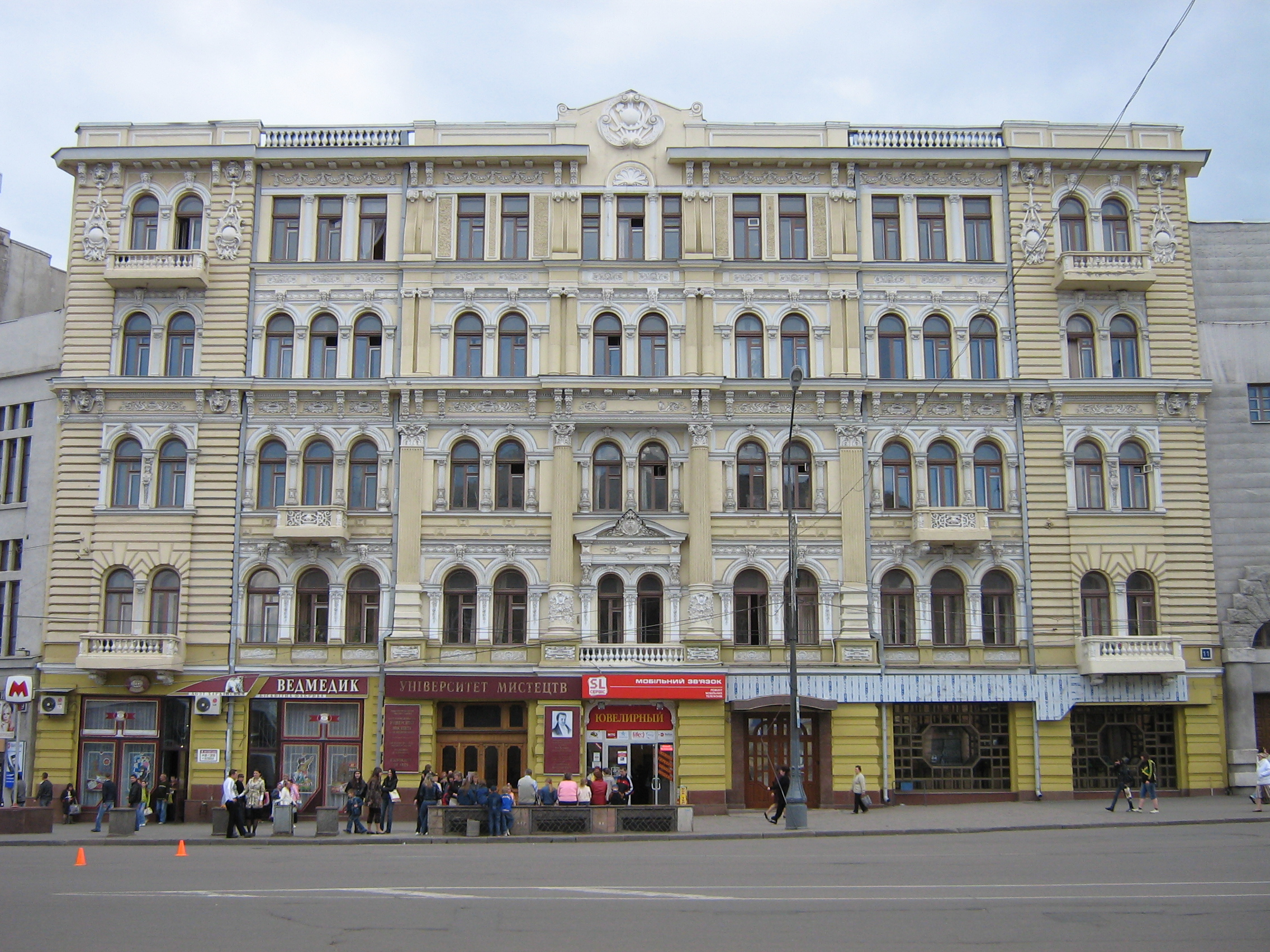
Харківський університет мистецтв

Найстарші консерваторії світу, що зберегли свої назви
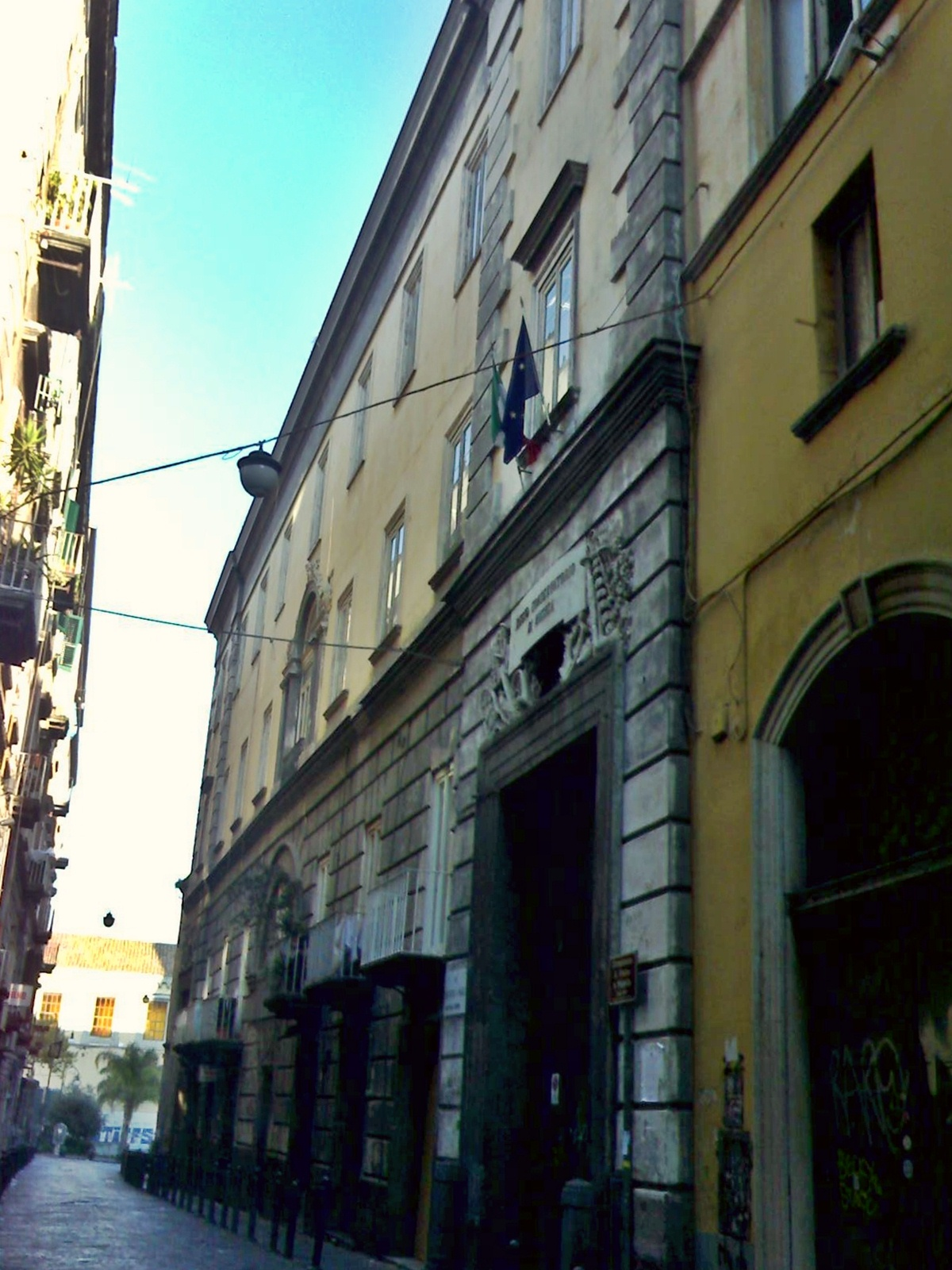
Консерваторія Сан-П'єтро Мажелла, Неаполь (з 1537)
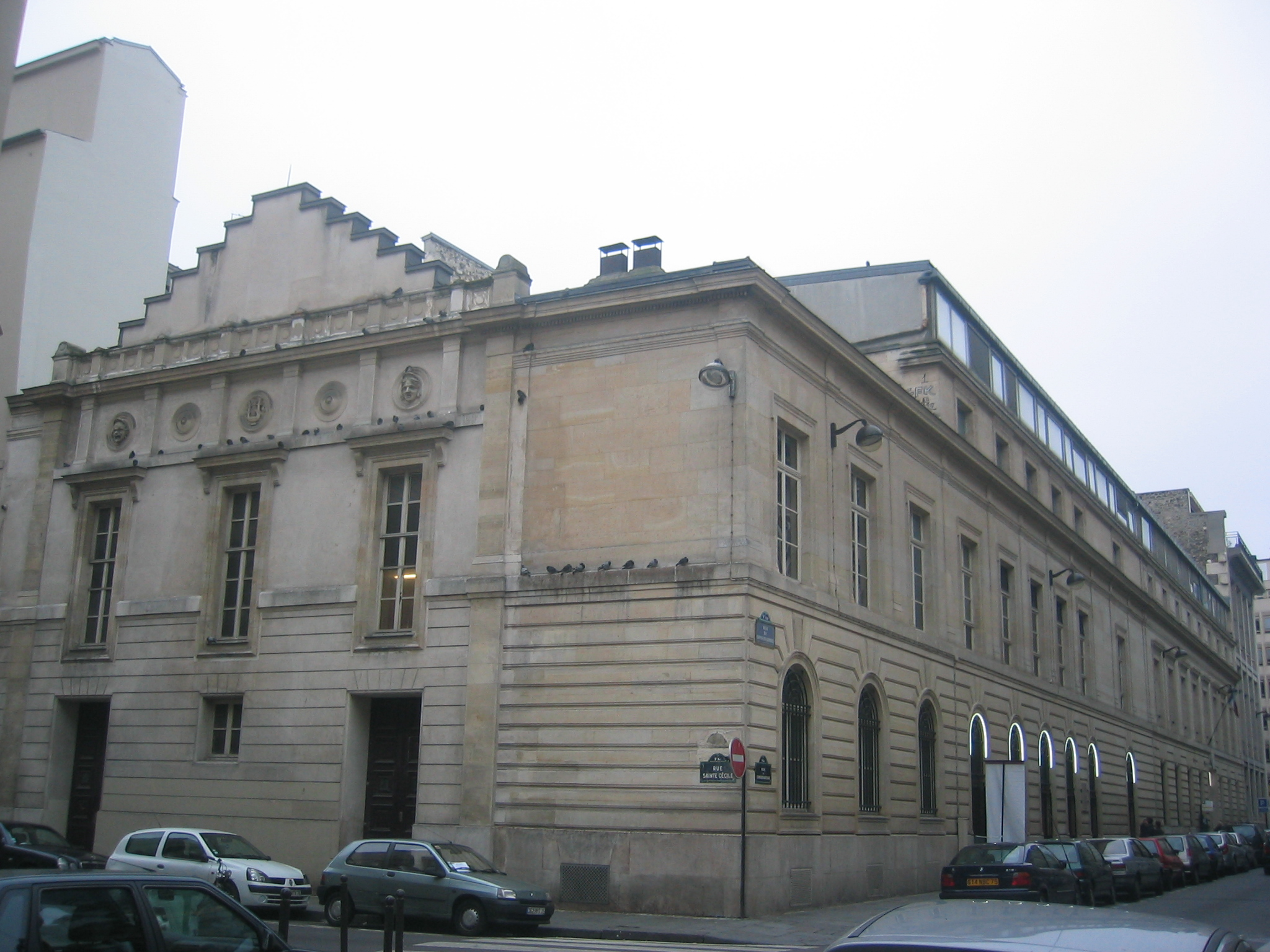
Паризька консерваторія (з 1784)
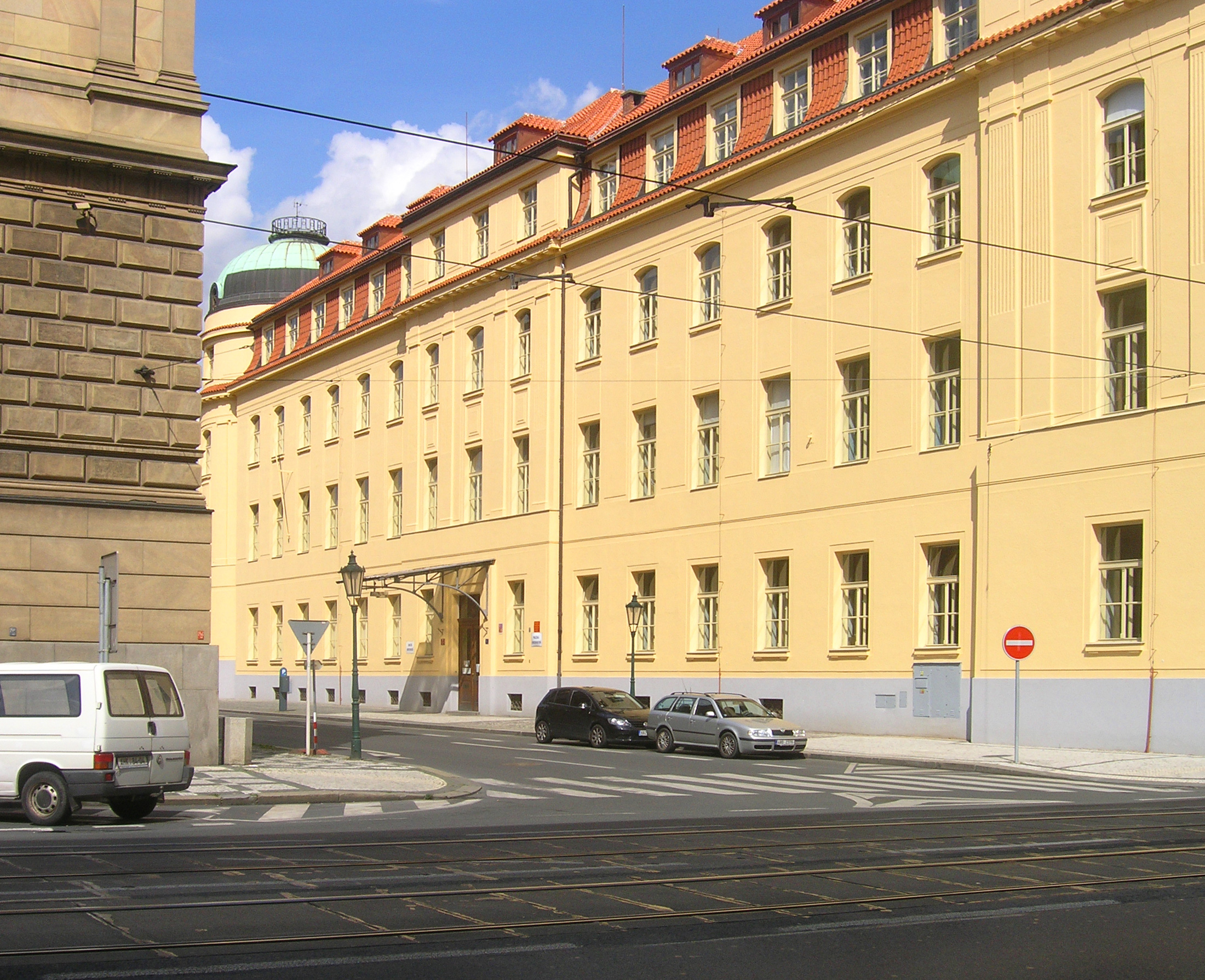
Празька консерваторія (з 1811)
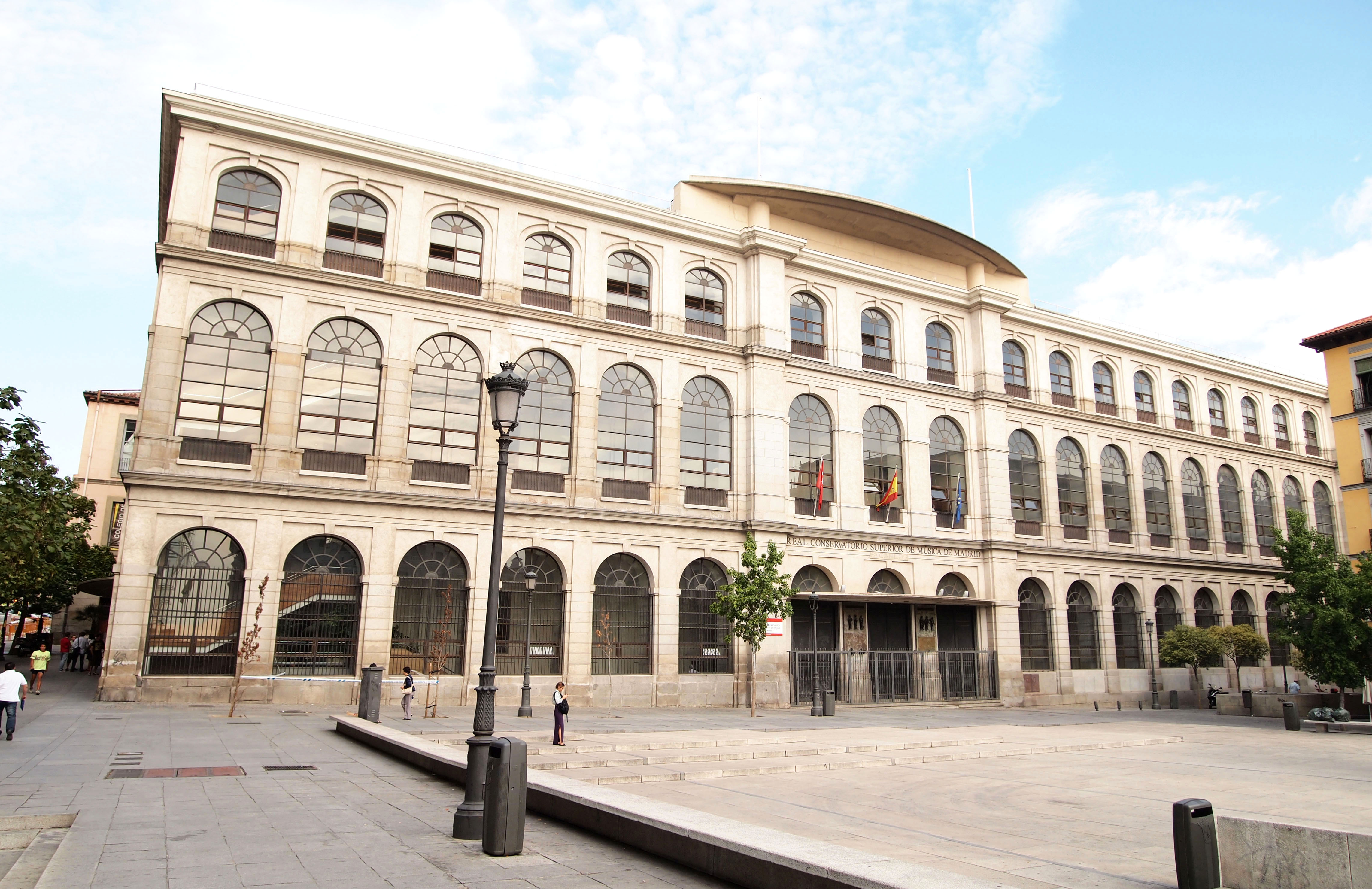
Мадридська консерваторія (з 1830)
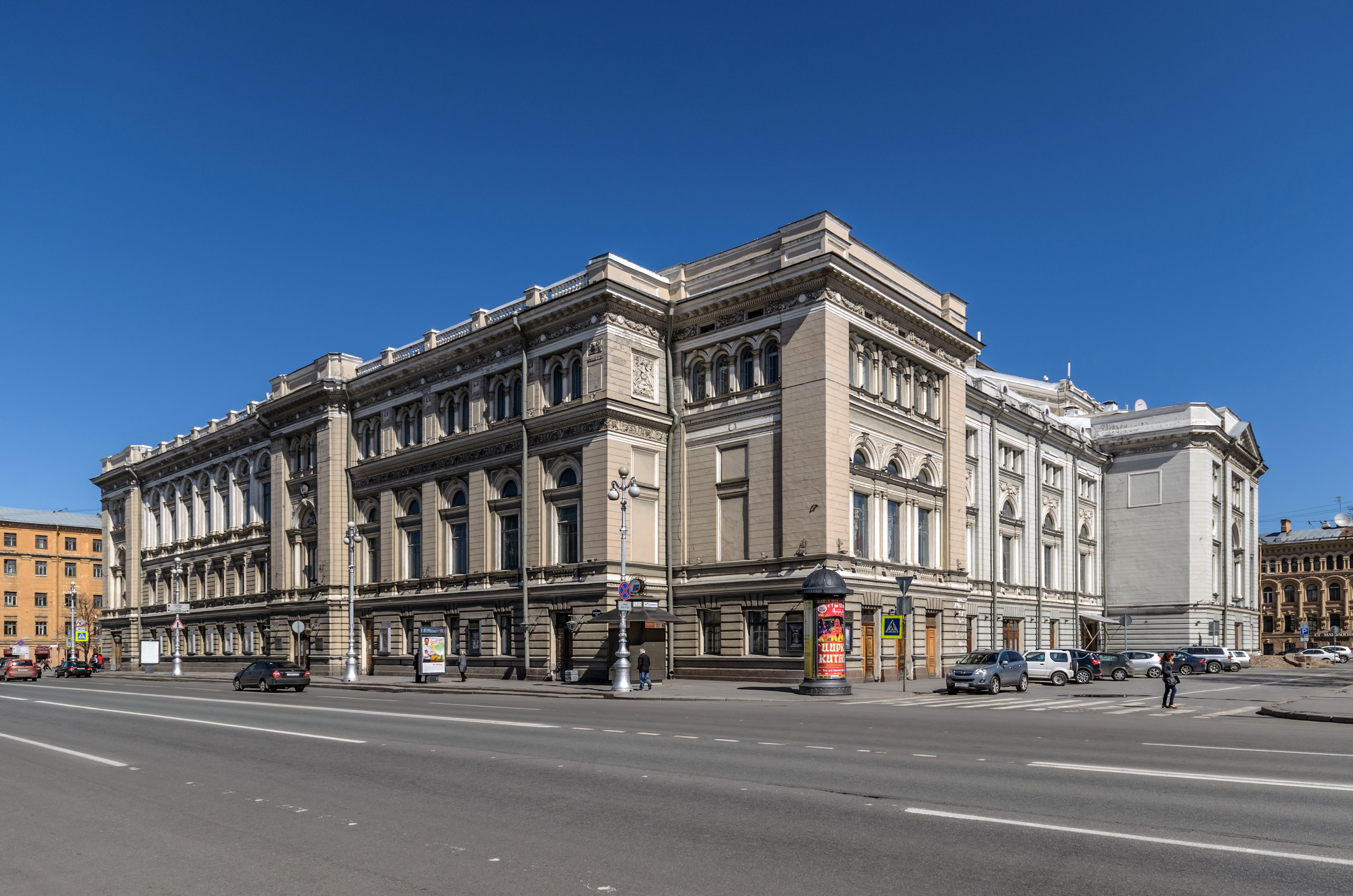
Санкт-Петербурзька консерваторія (з 1862)